# Front national de la police (Résistance)
Pour les articles homonymes, voir Front national de la police.
Le Front national de la police était un groupe clandestin de résistance policière à l'occupation allemande de la France durant la Seconde Guerre mondiale.

## Présentation
Fondé le 3 juillet 1942, il succède à la branche policière de "France Combattante". Le FNP a été créé et dirigé par Arthur Airaud, alias Poirier, qui était un responsable syndical des cheminots, désigné par les instances du Parti communiste français. Airaud est arrêté, le 13 février 1944, torturé et hospitalisé à l'Hôtel-Dieu avant d'être libéré par une audacieuse opération conduite principalement par les policiers de son groupe, sous la direction de son adjoint, le gardien de la paix Roger Herlaut, le 3 juillet 1944. 
Son successeur à la tête du groupe est un civil, Serge Lefranc. 
Le Front National de la Police participe à la préparation du mouvement de grève de la police parisienne, le 15 août 1944, puis à la prise de la Préfecture de Police et aux combats de la Libération de Paris, sous la direction du gardien de la paix Léon Pierre[réf. nécessaire].
Airaud est, à la Libération, nommé préfet, chef de l'Inspection générale de la Préfecture de police, et président de la Commission d'épuration, à la tête de laquelle il mène une action controversée[réf. nécessaire].